# Tiskovni material
Tiskovni material (TM) je material, na katerem je natisnjen končni odtis. Nekaj vrst tiskovnega materiala: papir, plastika, les, tekstil, usnje, kovina in steklo. Od vrste in lastnosti TM je odvisna vrsta tiska s tiskarsko tehniko, lastnosti tiskarskih barv in postopek tiskarske dodelave.